# Gognies-Chaussée
Gognies-Chaussée là một xã ở tỉnh Nord trong vùng Hauts-de-France, Pháp.